# Escándalo a medianoche
Escándalo a medianoche es una película sin sonido de Argentina filmada en blanco y negro dirigida por Roberto Guidi según el guion de Eduardo Watson basado en la novela El sombrero de tres picos de Pedro Antonio de Alarcón que fue estrenada el 19 de noviembre de 1923. Tuvo como actores principales a Felipe Farah,  Amelia Mirel y  Elena Jones.

Graduado en 1890 como doctor en ciencias económicas, Roberto Guidi desarrolló su actividad como director entre 1915 y 1923. Muy interesado en las letras, fue alabado en su labor cinematográfica porque en sus argumentos trató de evitar los convencionalismos de moda y al seleccionar los elencos procedió a incorporar personalidades como Felipe Farah y Amelia Mirel además de importantes figuras del teatro. Buscó naturalidad en las actuaciones y sus filmes eran de esmerada factura técnica.

## Sinopsis
El estanciero Álvarez pretende a Rosario, la mujer del granjero Esteban, por lo que hace detener a éste, pero Esteban se fuga. Creyéndose engañado por su esposa y Álvarez, va a la casa de éste y pretende pagarles con la misma moneda pero María Elena, la mujer de Álvarez, lo persuade de que Rosario  nunca le sería infiel; entonces su venganza es hacerle creer que María Elena sí lo ha engañado con Esteban (crónica de La Película, n° 374 p. 19 del 22 de noviembre de 1923, vol. 8, reproducida por Facelli).

## Reparto
Actuaron en la película los siguientes intérpretes:
- Felipe Farah
- Amelia Mirel
- Elena Jones
- E. Rivero
- Edmundo Volmar
- José Pla
- Arturo Petrolini

## Críticas
Dice Facelli “que en esta adaptación se repite la oposición entre el estanciero poderoso y el pequeño propietario. Los roles que Benavídez y Juan Carlos encarnan en Mala yerba, son acá repetidos por  Álvarez y Esteban. En la comparación resulta significativo el hecho de que en uno y otro caso, el estanciero es llamado por su apellido y el pequeño agricultor, el hombre de clase media, por su nombre de pila…si bien del primero (Juan Carlos) podemos inferir que es un hombre de cultura media, respecto de Esteban la crítica publicada en La Película… señala que es un defecto…que la venganza sea medictada ‘pues un hombre rústico en estas condiciones obedece más bien al impulso de su pasión que a su cerebro’. La crítica citada elogia la película en general…La fotografía…pertenece a Andrés Ducaud y es también elogiada.”